# 2,3,6-三氯苯甲酸
2,3,6-三氯苯甲酸是一种有机化合物，化学式为C
7H
3Cl
3O
2，它是一种芽后除草剂。它可由2,3,6-三氯甲苯为原料，经氧化氨解得到2,3,6-三氯苯甲腈，再水解制得。
它对肝脏有害。